# Logis de l'Éclopard
Le logis de l'Éclopard (aussi orthographié Éclopart) est situé sur la commune de Gensac-la-Pallue en Charente.

## Historique
La terre de l'Éclopart est vendue par François de Mortemer à Henri Bernard en 1537. Puis les terres passèrent aux Prévostière et c'est Nicolas Prévostière qui fit construire le logis de l'Éclopart au début du XVIIe siècle. Nicolas Prévostière laissa une fille, Marie, qui épousa Philippe Guillemeteau et lui porta en dot la terre de l'Eclopart. La famille Guillemeteau a conservé cette terre jusqu'après la Révolution.
Le logis a été inscrit monument historique le 31 décembre 1986.

## Architecture
Le corps de logis à un étage est encadré de deux pavillons à toits à pans et couverture de tuiles. Le logis est orné de lucarnes ornementées et d'une porte d'entrée encadrée de pilastres canelés,.

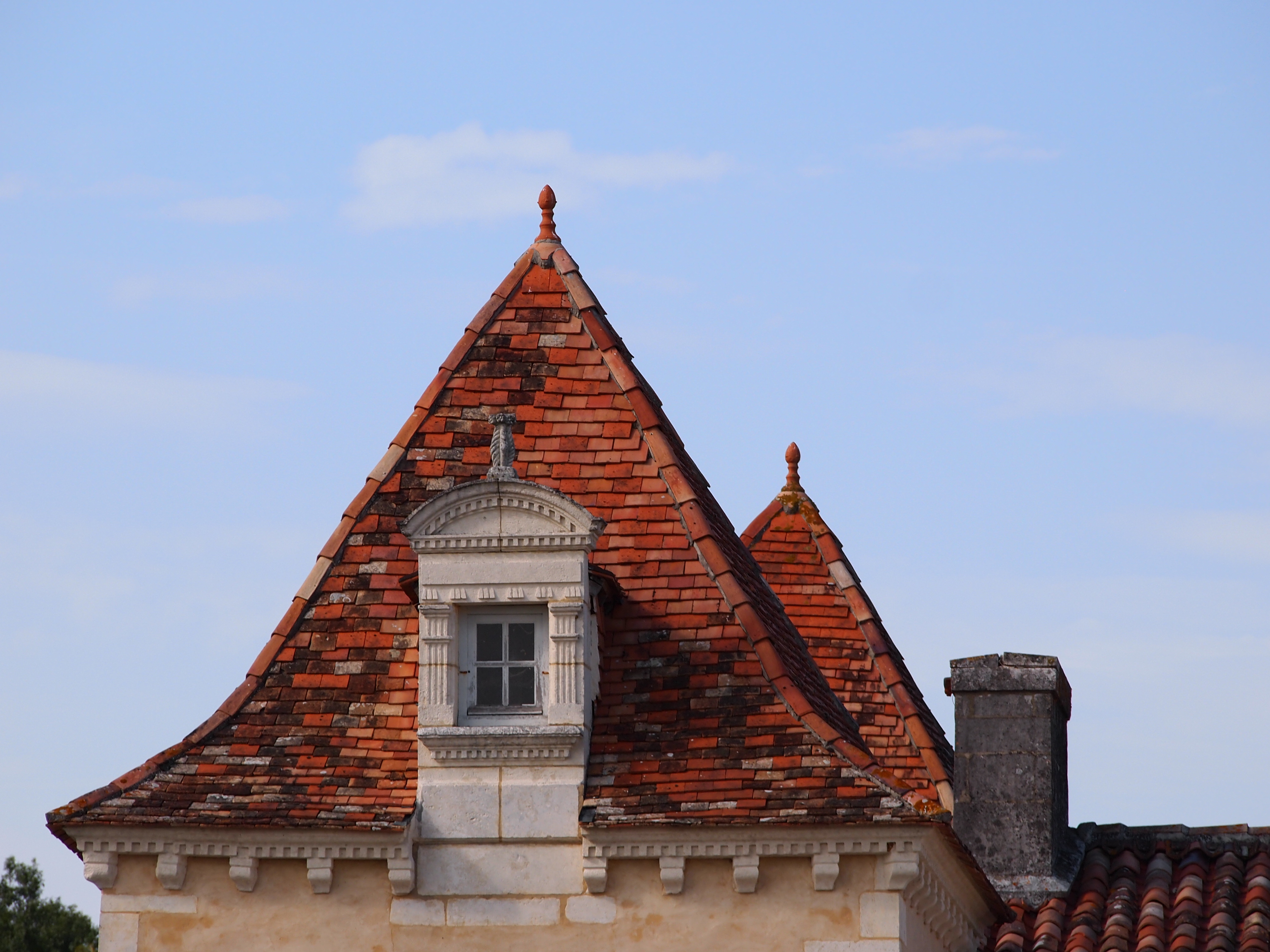
Toiture du pavillon de gauche
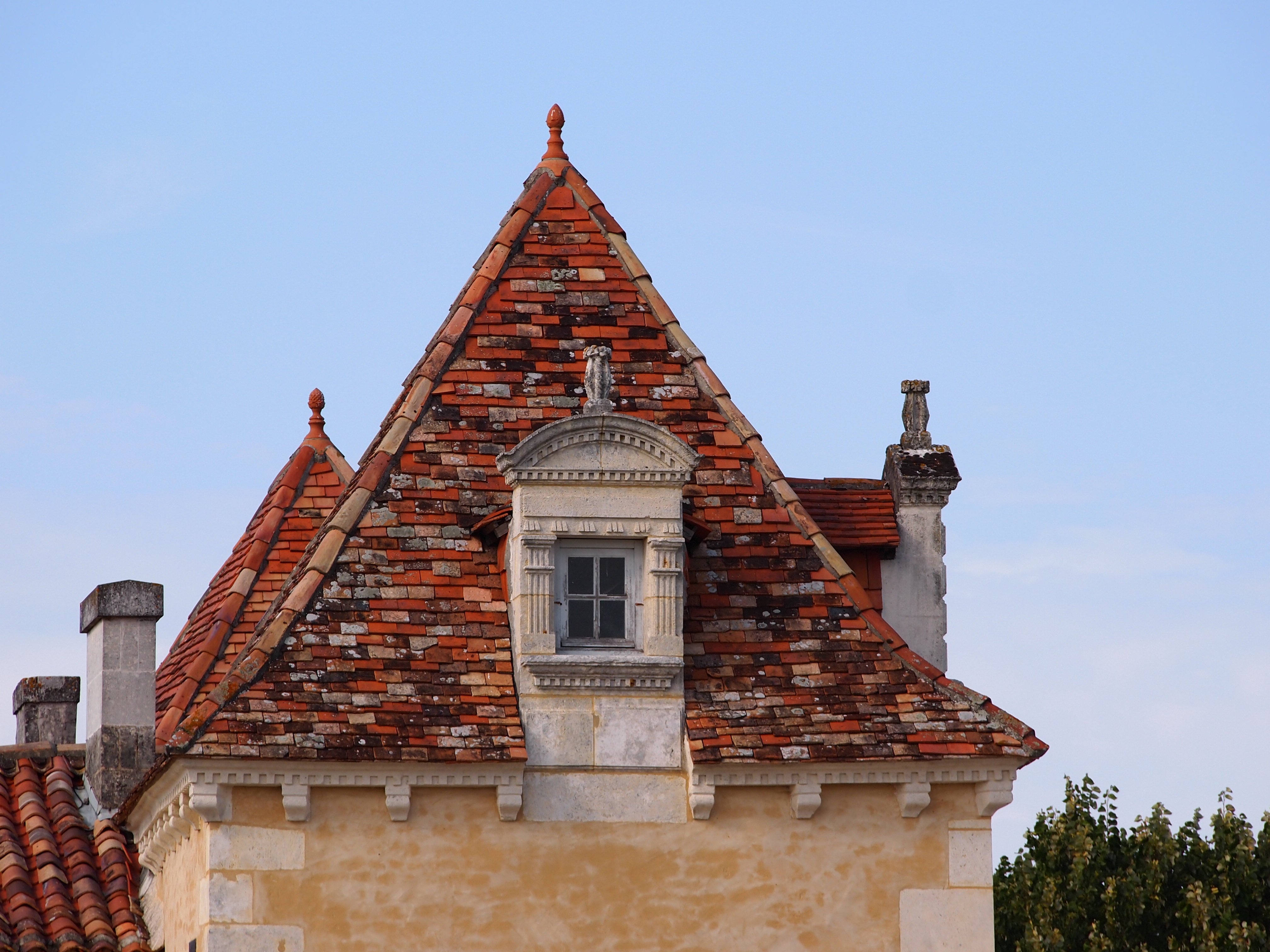
Toiture du pavillon de droite